# 247e régiment d'infanterie
Le 247e régiment d'infanterie (247e RI) est un régiment d'infanterie de l'Armée de terre française constitué en 1914 avec les bataillons de réserve du 47e régiment d'infanterie.
À la mobilisation, chaque régiment d'active crée un régiment de réserve dont le numéro est le sien plus 200.

## Création et différentes dénominations
- août 1914 : 247e régiment d'infanterie
- septembre 1917 : dissolution

## Chefs de corps
- 9 août 1914 - 15 juin 1915 : lieutenant-colonel Louis-Henri Martenet, cité à l'ordre de l'Armée
- 14 décembre 1915 - 2 mai 1916 : colonel Galbrüner

## Historique des garnisons, combats et batailles

### Première Guerre mondiale

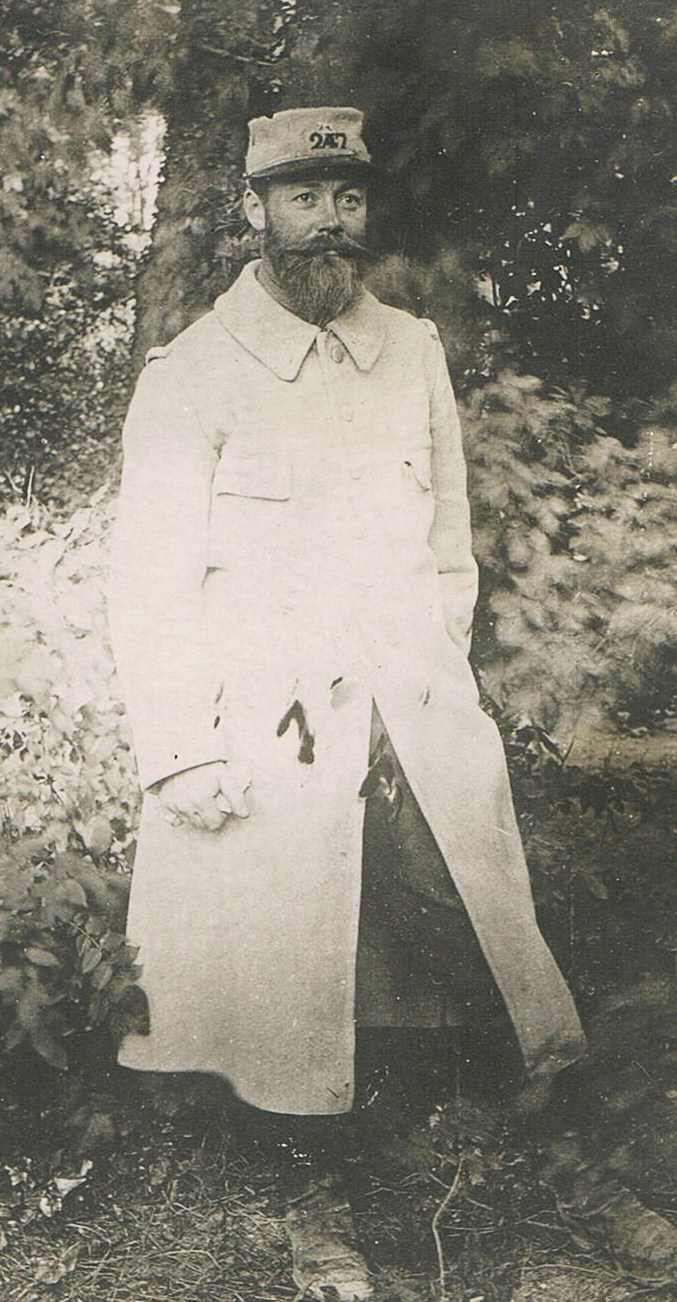
Le soldat Alexandre Miniac en uniforme du d'infanterie, vers 1915.

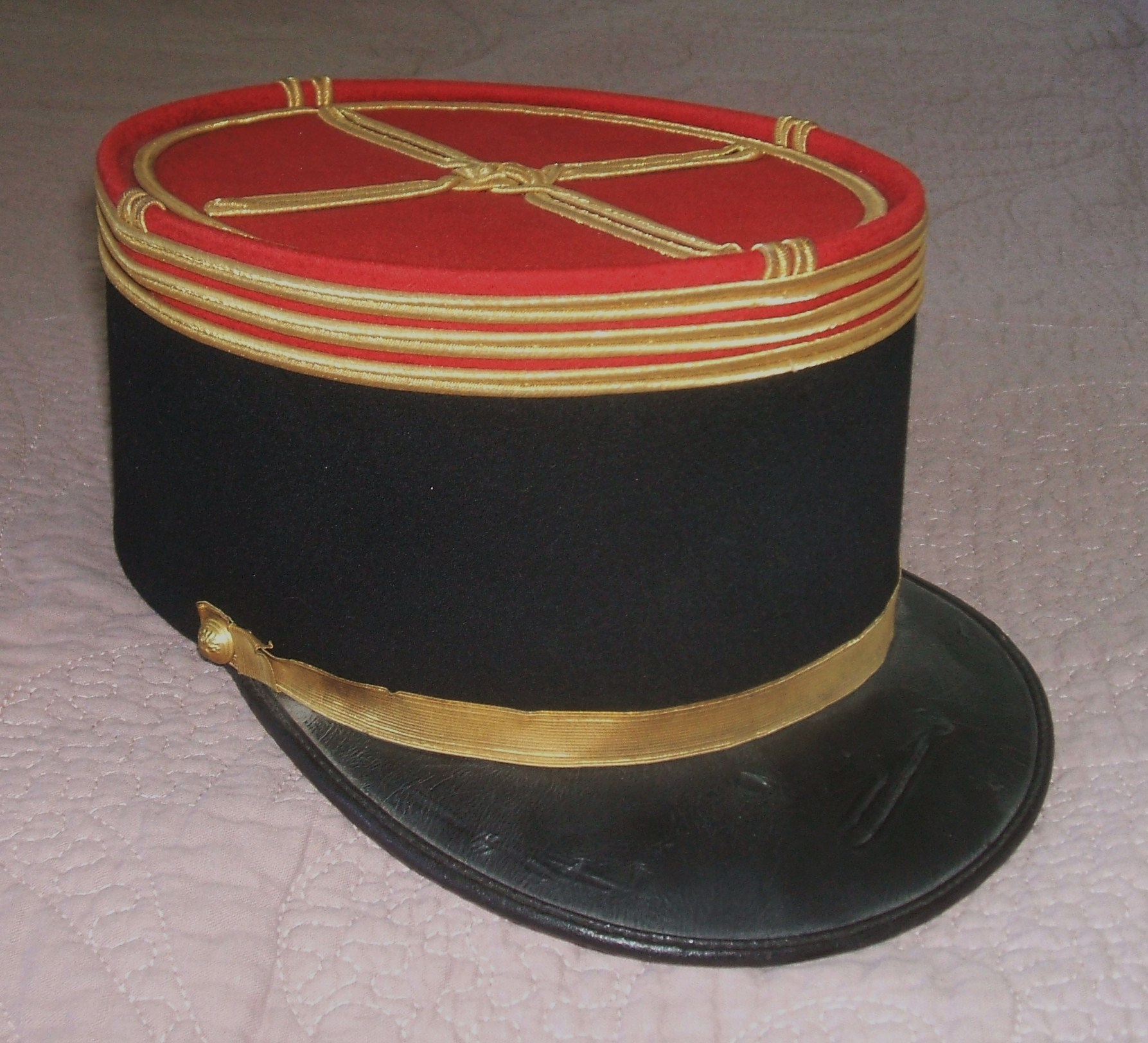
Képi du capitaine de réserve Louis Miniac, du.

#### Affectation
- 119e brigade de la 60e division d'infanterie d'août 1914 à mars 1917[1]
- 153e brigade d'infanterie (isolée) de mars à août 1917

#### 1915
- 25 septembre-6 octobre : seconde bataille de Champagne

#### 1917

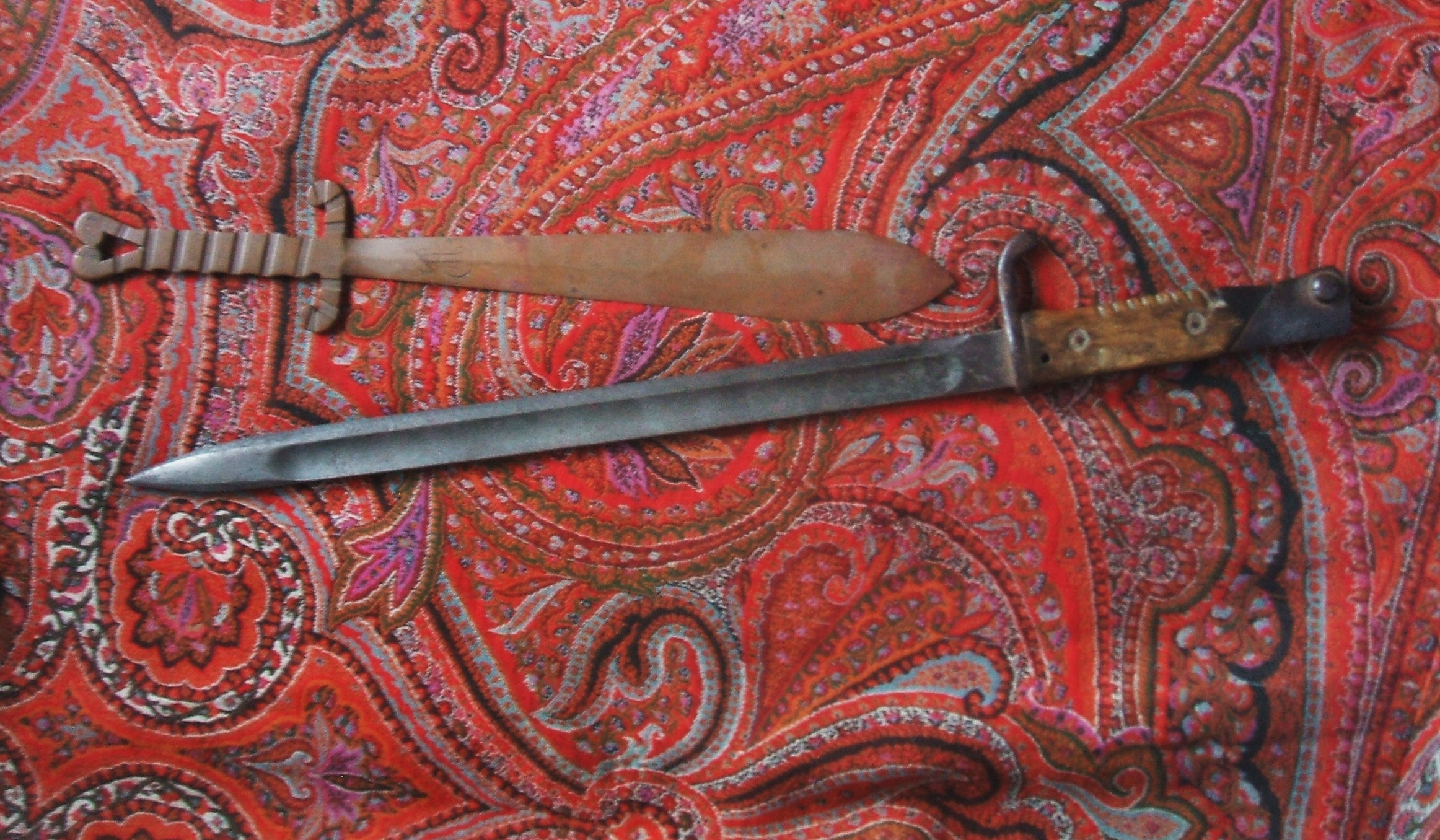
Artisanat de tranchée de 1914-1918 et baïonnette allemande d'un fusil Mauser 98 de l'armée allemande : prise de guerre d'un sous-officier du.

Fin août, le régiment apprend qu'il ne sera pas recomplété mais sera dissous. Son Ve bataillon est renforcé à effectifs complets et devient le Ier bataillon du 129e régiment d'infanterie le 1er septembre, tandis que les autres éléments sont versés le 16 septembre au 412e régiment d'infanterie.

## Drapeau

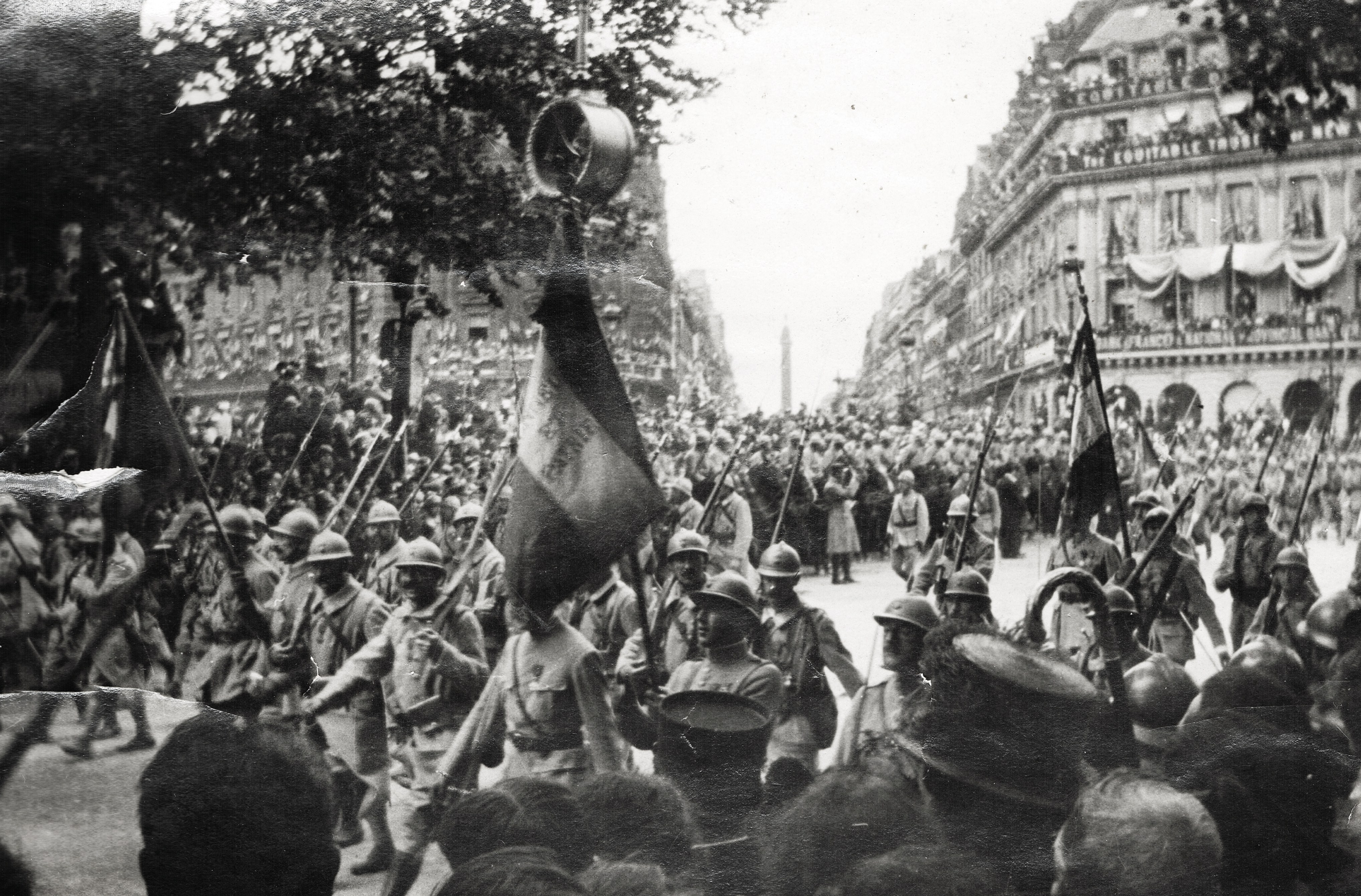
Le défilé du drapeau du d'infanterie le 14 juillet 1919 à Paris

Il porte, cousues en lettres d'or dans ses plis, les inscriptions suivantes :
- Champagne 1915
- Verdun 1916

## Décorations
Le régiment est cité à l'ordre du 32e corps d'armée le 26 août 1917 (croix de guerre 1914-1918 avec étoile de vermeil).

## Personnages célèbres ayant servi au247eRI
- Antoine Yvan, écrivain, lieutenant de réserve, tué au combat dans les Ardennes le 30 août 1914.
- Ernest Guéguen, footballeur international, mort au combat à Souain lors de la seconde bataille de Champagne, le 25 septembre 1915[5].
- Jacques Hilpert, peintre, capitaine au 247e RI durant la Première Guerre mondiale.
- François-Marie Laurent (br) du 247e régiment d’infanterie, originaire de Mellionnec est souvent cité comme ayant été exécuté « parce que ce Breton ne savait pas le français ». N. Offenstadt produit (page 41) le certificat du médecin militaire, le docteur Buy, qui le soupçonne de mutilation volontaire, alors qu’il est blessé à la main gauche. La contre-expertise de 1933 conclut que la pièce médicale du dossier est insuffisante pour prouver une mutilation volontaire. Il est réhabilité en décembre 1933[6][réf. à confirmer].